# Kobak

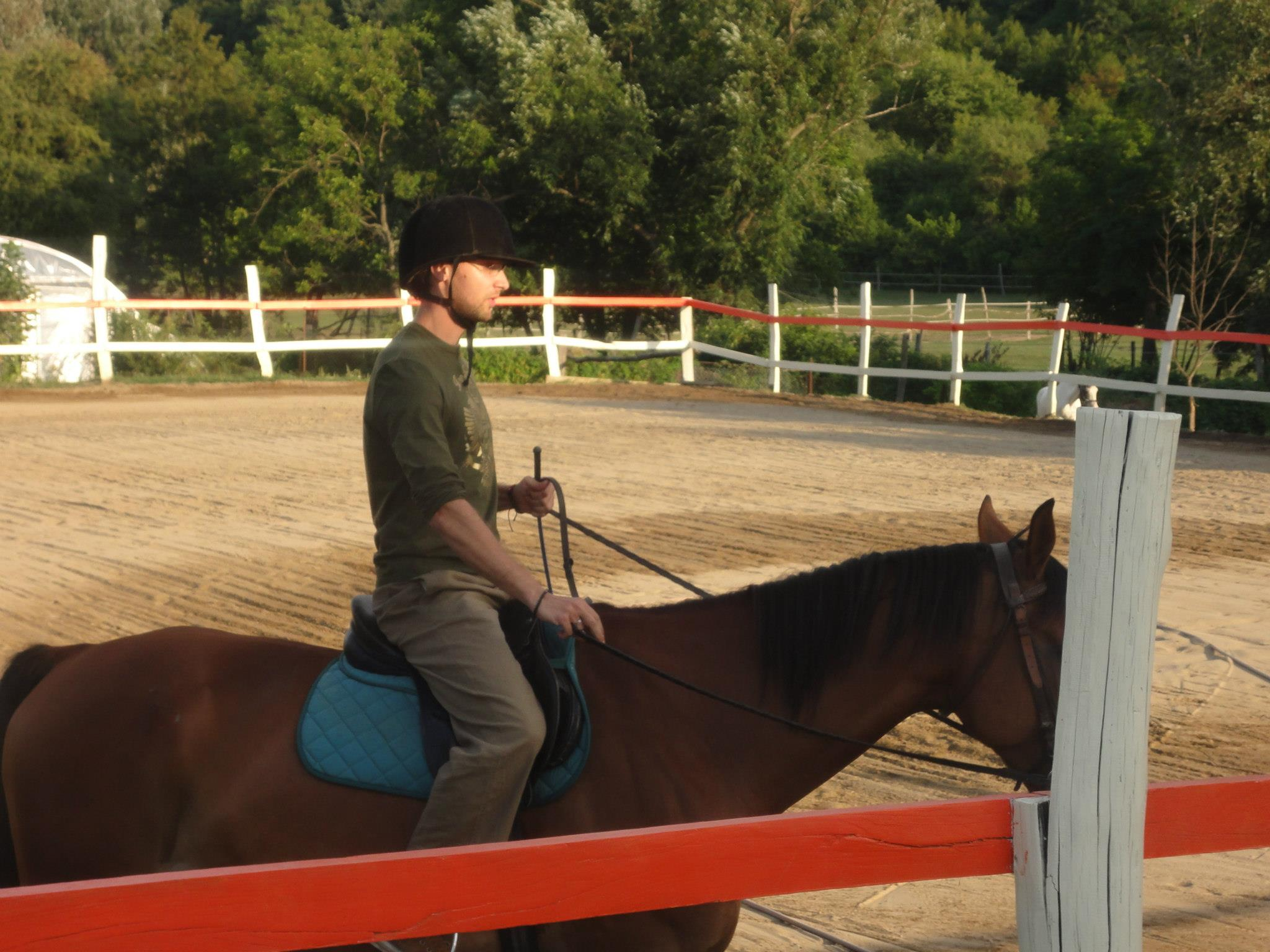
Csobánkai lovas kobakban, lovaglópálcával

A kobak egy olyan lovaskellék, amely a lovas felszerelésének nélkülözhetetlen részét képezi. Elsődleges célja esés esetén a fej védelme. Ezen túlmenően a legtöbb kobakon szemellenző védi a lovast a zavaró fénytől. 

## Tulajdonságai
A mai kobakok 3 ponton állíthatóak. Sok új modell különféle modern anyagból készül. Ma már kapható víz- és kosztaszító microfaser-bevonattal ellátott kobak is. Nagyobb esés esetén érdemes a kobakot újra cserélni, hogy a védelem továbbra is meglegyen.